# Von Neumannova arhitektura
Von Neumannova arhitektura (VNA) dobila je naziv po matematičaru John von Neumannu koji je bio izumitelj prilikom izgradnje računala prve generacije VONAC. Von Neumann je dokumentirao organizaciju VONAC-a i zbog tog se razloga sva računala koja imaju sličnu organizaciju ili arhitekturu nazivaju računala s von Neumannovom arhitekturom. Odlike von Neumanove teorije su definirane s tri svojstva:
- programi i podaci koriste jedinstvenu glavnu memoriju
- glavnoj memoriji se pristupa kao jednodimenzionalnom nizu (tj. sekvencijalno)
- značenje (semantika) ili način primjene podataka je spremljeno s podacima

VNA računala imaju sljedeće gradivne elemente koji su prisutni i u ostalim arhitekturama:
- Aritmetičko-logička jedinica (ALU) - obavlja aritmetičko-logičke operacije
- Upravljačka jedinica - pretvara naredbe u signale unutar računala
- Sporedna memorija - za spremanje podataka i izvršnog koda
- Ulazno/izlazne jedinice - pružaju sučelje između korisnika ili ostalih dijelovima računala, npr. sekundarnim memorijama(tvrdi disk, disketa)